# 333
333 (CCCXXXIII) var ett normalår som började en måndag i den julianska kalendern.

## Händelser

### Okänt datum
- Flavius Dalmatius och Domitius Zenofilus blir konsuler i Rom.
- Hai Yang Wang efterträder Mingdi som kejsare av det senare Zhaoriket under De sexton kungadömenas period i Kina.

## Avlidna
- Mingdi, kinesisk kejsare i det senare Zhaoriket